# Ceyda Ateş
Ceyda Ateş (Ankara, 14 september 1987) is een Turkse actrice. Ze is vooral bekend om haar rol in de serie Adını Feriha Koydum.